# Sur les terres d'Horus
Sur les terres d'Horus est une série de bande dessinée d'Isabelle Dethan prenant place dans l'Égypte antique à l'époque de Ramsès II. Cette série en huit tomes relate les enquêtes et aventures menées par le prince Khâemouaset, enquêtes en général menées sur ordre de son père. Il est secondé dans cette tâche par la belle scribe Meresânkh. 
Si chaque paire d'album relate une enquête différente et peut donc se lire de manière indépendante, l'ensemble de la série forme également un tout possédant son propre niveau de lecture et racontant la lutte de Khâemouaset contre une secte d'adorateurs de Seth ainsi que l'évolution de ses rapports amoureux avec Meresânkh.

## Albums
Sur les terres d'Horus, Delcourt, coll. « Conquistador » :
1 - Khâemouaset ou la Loi de Maât, 2001  (ISBN 2-84055-681-2).
2 - Meresânkh ou le Choix de Seth, 2002  (ISBN 2-84055-844-0).
3 - Tiasatré ou le Jugement d'Anubis, 2003  (ISBN 2-84789-239-7),.
Selon certains témoignages, le dieu Anubis, incarné en un chien noir, aurait été vu sur les lieux du drame peu avant la mort de deux femmes.
4 - Nakhtamon ou la Colère de Sekhmet, 2004  (ISBN 2-84789-600-7).
5 - Khéti ou l'Amour de Ninmah, 2005  (ISBN 2-84789-945-6).
Tandis que le prince Khâemouaset visite des tombes, Meresânkh, son fils et le prince Hori sont enlevés par des bédouins. Aidé par son frère, le général Ramessou, le prince se lance à la poursuite des ravisseurs jusqu’à Babylone.
6 - Hori ou le Courroux d'Ishtar, 2007  (ISBN 978-2-7560-0590-4).
Malgré les efforts déployés par les émissaires égyptiens, le fils de Meresânkh, Khéti, et le petit-fils de Ramsès II, Hori, sont toujours prisonniers et réduits en esclavage à Babylone.
7 - Néferhor ou la Quête d'Isis, 2008  (ISBN 978-2-7560-1384-8).
Le second prophète d'Amon à Ouaset est retrouvé assassiné. Le prince Khâemouaset est chargé par le pharaon de retrouver le coupable et de rappeler son autorité. Dame Meresânkh, qui est devenu sa concubine, l'accompagne. Elle reçoit de mystérieuses statuettes portant le nom d'Imenhotep.
8 - Imeni ou la Résurrection d'Osiris, 2010  (ISBN 978-2-7560-2010-5).
Dame Meresânkh, concubine et scribe du prince Khâemouaset, découvre qu'Imeni, l'homme qu'elle aime et qu'elle croyait mort, est vivant et prisonnier d'une mine d'or dans le sud du pays. Ceci l'amène à rompre avec le prince avant de partir libérer son ancien amant. Mais des troubles se déclarent dans le sud et Khâemouaset est chargé par le pharaon de les réprimer.